# Gmina Dąbrówno
Die Gmina Dąbrówno ist eine Landgemeinde in der polnischen Woiwodschaft Ermland-Masuren und gehört zum Powiat Ostródzki (Kreis Osterode in Ostpreußen). Amtssitz ist das Dorf Dąbrówno (deutsch Gilgenburg).

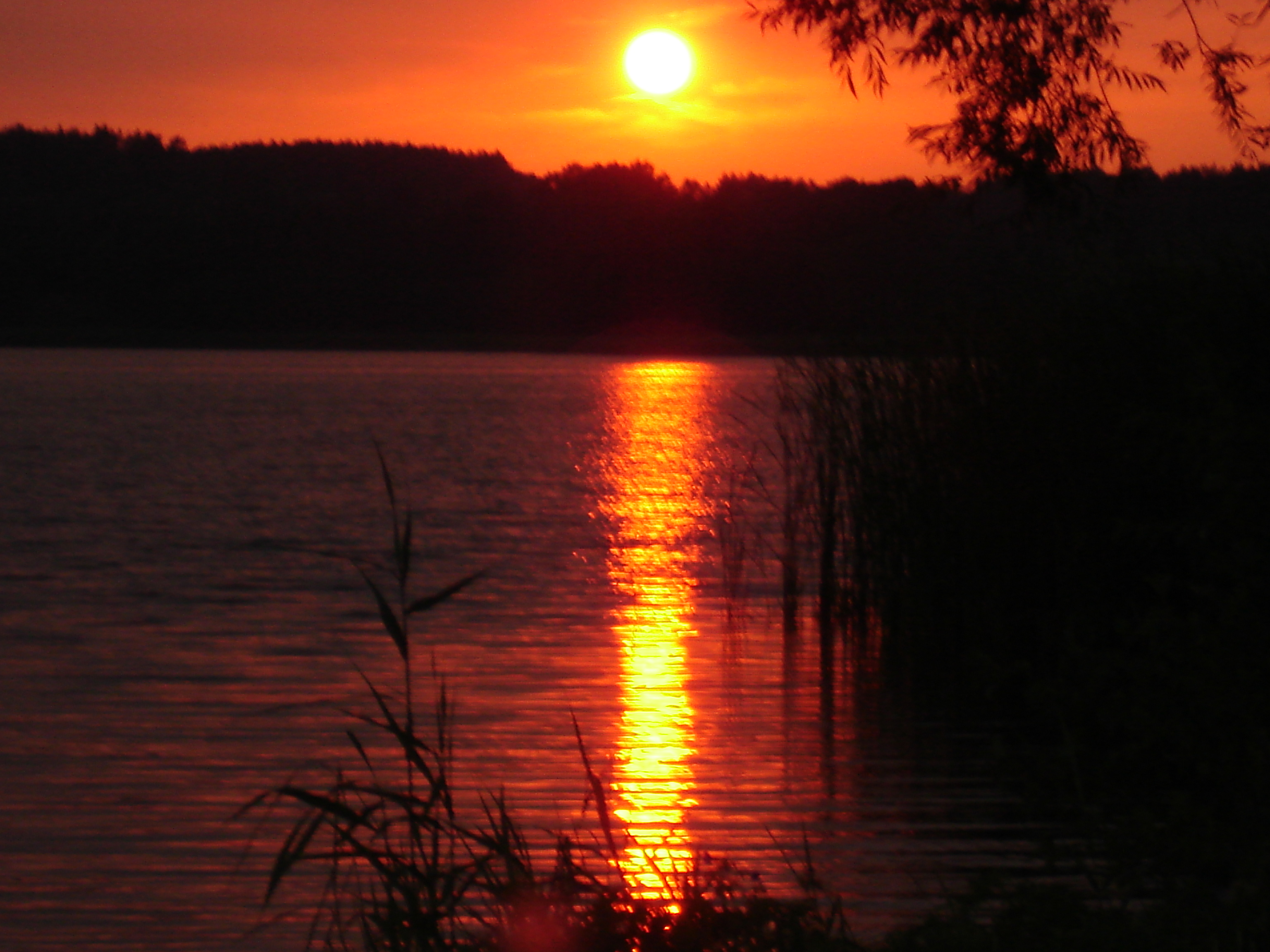
Abendstimmung am Jezioro Dąbrowa Mała

## Geographische Lage
Die Gmina Dąbrówno liegt im Südwesten der Woiwodschaft Ermland-Masuren und südöstlich des Park Krajobrazowy Wzgórz Dylewskich („Landschaftsschutzpark Kernsdorfer Höhen“).
Das Kerngebiet der Gemeinde wird von zwei Seen bestimmt: dem Jezioro Dąbrowa Wielka (Großer Damerau-See, auch: Morgensee genannt) und dem Jezioro Dąbrowa Mała (Kleiner Damerau-See, auch: Abendsee). Aus Letzterem entspringt die Wel (Welle, hier noch Wicker genannt), die den anderen See durchfließt.

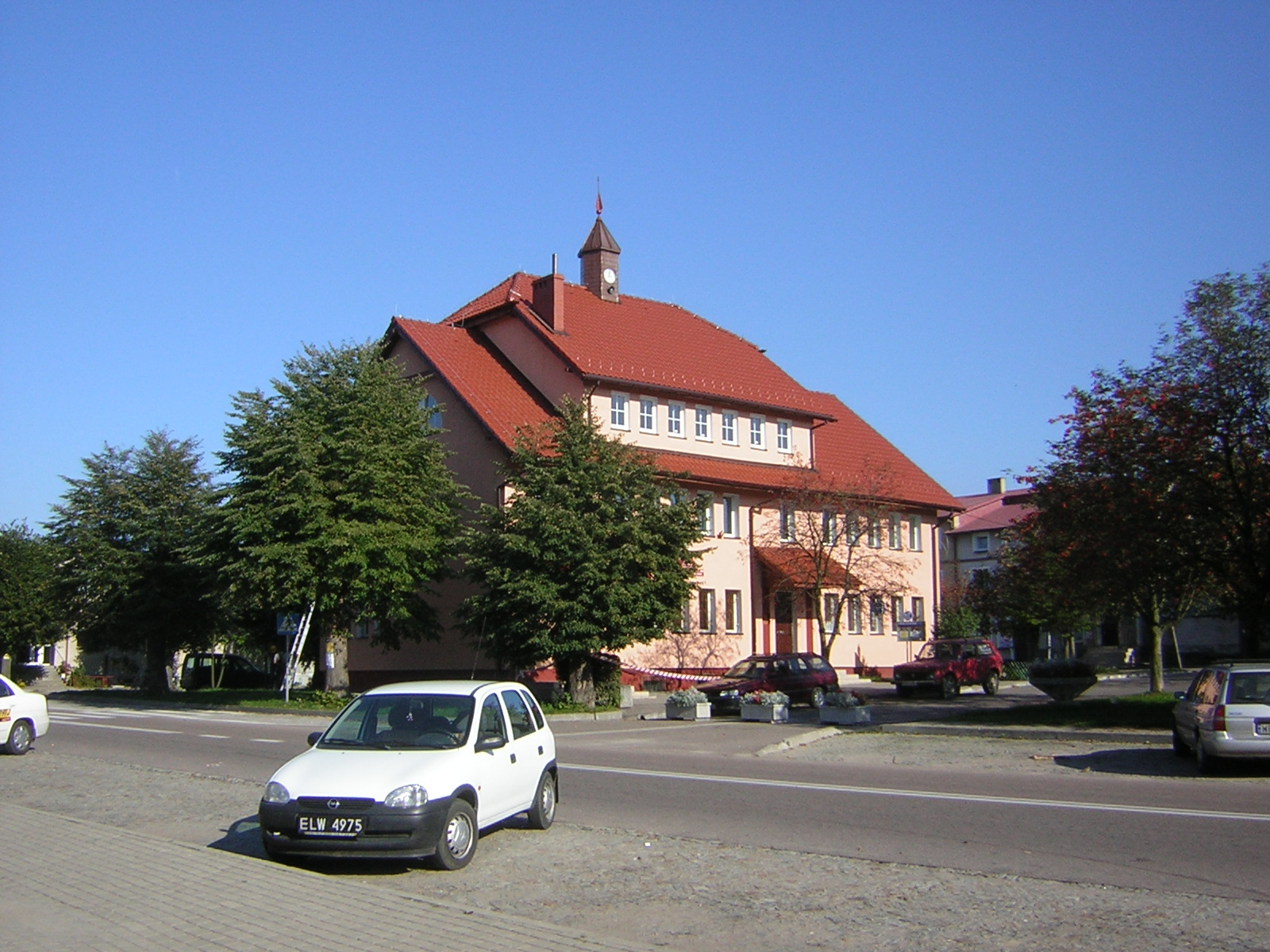
Amtshaus in Dąbrówno

## Geschichte
Die Landgemeinde Dąbrówno gibt es seit dem 1. Januar 1973. Von 1954 bis 1972 bestand hier die Gromada Dąbrówno. Zwischen 1975 und 1998 gehörte die Gmina zur Woiwodschaft Olsztyn, seither zur Woiwodschaft Ermland-Masuren mit Sitz in Olsztyn (Allenstein).

## Gemeindefläche
Die Gemeinde umfasst eine Fläche von 165,37 km². 68 % davon werden landwirtschaftlich genutzt, 12 % sind Wald. Die Gemeindefläche macht 9,37 % der Gesamtfläche des Powiat Ostródzki (Kreis Osterode in Ostpreußen) aus.

## Nachbargemeinden
Die Gmina Dąbrówno ist von sechs Gemeinden umgeben:
- im Powiat Ostródzki (Kreis Osterode i. Ostpr.): die Landgemeinden Grunwald (Grünfelde) und Ostróda (Osterode)
- im Powiat Działdowski (Kreis Soldau): die Landgemeinden Działdowo (Soldau) und Rybno (Rybno, 1942 bis 1945 Rübenau, Kr. Neumark (Westpr.))
- im Powiat Iławski (Kreis Deutsch Eylau): die Landgemeinde Lubawa (Löbau [Westpreußen])
- im Powiat Nidzicki (Kreis Neidenburg): die Landgemeinde Kozłowo (Groß Koslau, 1938 bis 1945 Großkosel).

## Gemeindegliederung

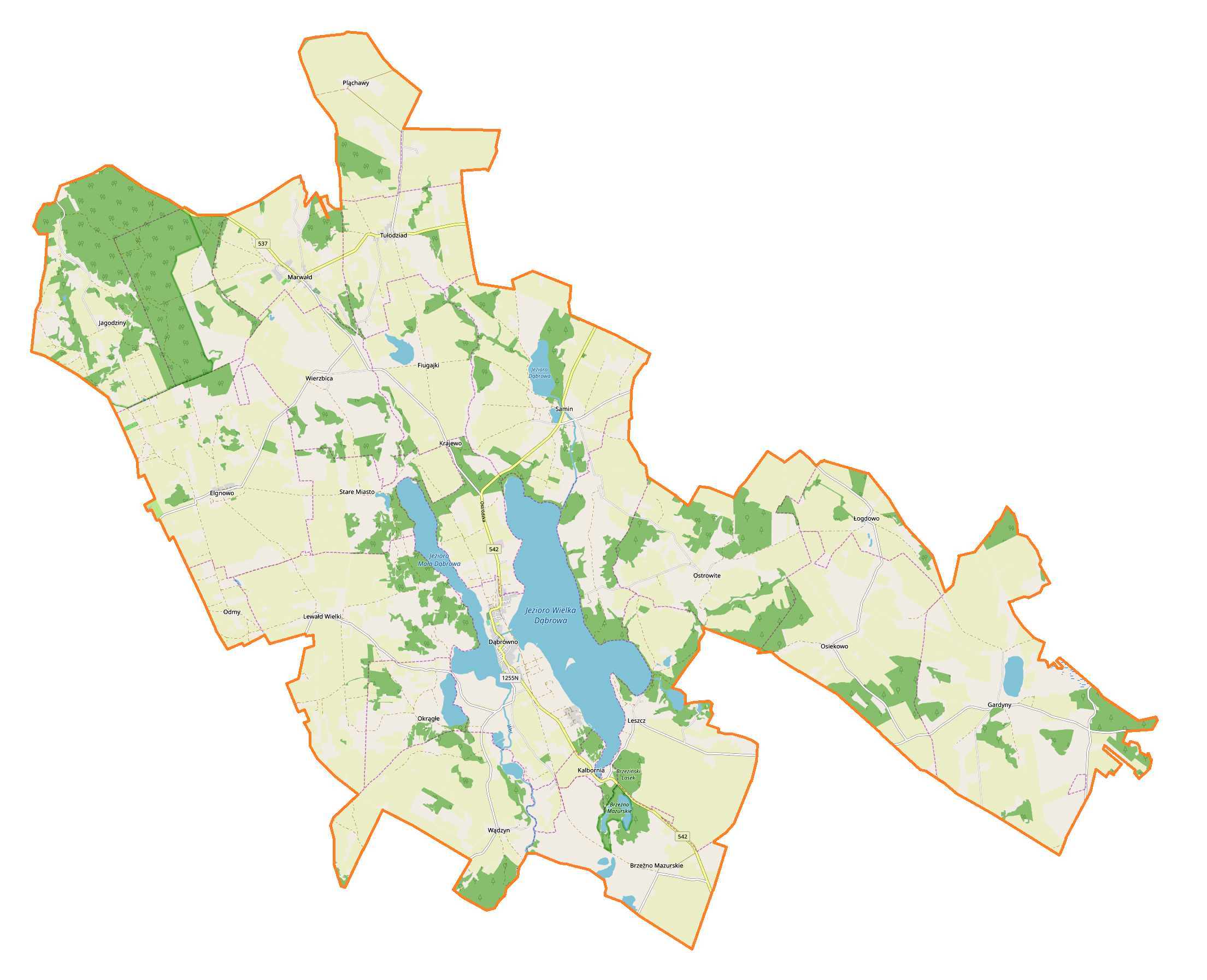
Ortsplan der Gmina Dąbrówno

Die Gmina Dąbrówno ist in 17 Sołectwa (Schulzenämter) untergliedert. Zu diesen gehören 26 Ortschaften:

### Schulzenämter
- Brzeźno Mazurskie (Bergling)
- Dąbrówno (Gilgenburg)
- Elgnowo (Elgenau)
- Gardyny ((Groß) Gardienen)
- Jagodziny (Ketzwalde)
- Kalbornia (Kahlborn)
- Leszcz (Heeselicht)
- Lewałd Wielki (Groß Lehwalde)
- Łogdowo (Logdau)
- Marwałd (Marwalde)
- Odmy (Odmy)
- Okrągłe (Klein Lehwalde)
- Osiekowo (Oschekau)
- Ostrowite (Osterwitt)
- Samin (Seemen)
- Tułodziad (Taulensee)
- Wądzyn (Wansen)

### Übrige Ortschaften
Den Schulzenämtern untergeordnet sind die Ortschaften: Bartki (Bardtken), Dąbrowa (Reinshof), Fiugajki (Fiugaiken), Jabłonowo (Jablonowo, 1938–45 Dreililien), Jakubowo (Jacubowo, 1938–45 Wellhausen), Pląchawy (Plonchau), Stare Miasto (Altstadt), Saminek (Schönwäldchen) und Wierzbica (Vierzighufen).

## Einwohner
Im Gemeindegebiet wurden am 31. Dezember 2020 insgesamt 4235 Einwohner gezählt. Etwa 25 % von ihnen wohnen im Dorf Dąbrówno. Über ihre Altersstruktur gibt eine Aufstellung aus dem Jahre 2014 Auskunft:

## Verkehr

### Straßen
Durch das Gemeindegebiet verläuft die Woiwodschaftsstraße 542, die von Działdowo (Soldau) kommend über Uzdowo (Usdau) durch die Gemeinde und weiter über Frygnowo (Frögenau) und Gierzwałd (Geierswalde) bis nach Rychnowo (Reichenau) sowie zur Schnellstraße S 7 (Danzig–Warschau–Krakau–Rabka-Zdrój) führt. Durch das nördliche Gemeindegebiet verläuft die Woiwodschaftsstraße 537, die von Lubawa (Löbau in Westpreußen) über Stębark (Tannenberg) nach Pawłowo (Paulsgut) führt und hier einen weiteren Anschluss an die Schnellstraße S 7 bietet. Die einzelnen Ortschaften der Gemeinde sind durch Nebenstraßen und Landwege miteinander vernetzt.

### Schienen
Die Gmina Dąbrówno verfügt über keine Anbindung an den Bahnverkehr. Von 1910 bis 1945 verlief durch das heutige Gemeindegebiet die Bahnstrecke Osterode–Bergfriede–Groß Tauersee–Soldau mit den Bahnstationen Marwalde, Gilgenburg und Bergling. 1922 war der Abschnitt von Bergling nach Usdau geschlossen und erst wieder zwischen 1939 und 1945 geöffnet worden. Nach 1945 wurde die Gesamtstrecke stillgelegt und größtenteils demontiert.